# Пјеве а Еличи (Лука)
Пјеве а Еличи је насеље у Италији у округу Лука, региону Тоскана.
Према процени из 2011. у насељу је живело 249 становника. Насеље се налази на надморској висини од 161 м.